# アウルス・ポストゥミウス・アルブス・レギッレンシス (紀元前464年の執政官)
アウルス・ポストゥミウス・アルブス・レギッレンシス（ラテン語: Aulus Postumius Albus Regillensis）は共和政ローマ初期の政治家・軍人。紀元前464年に執政官（コンスル）を務めた。

## 出自
パトリキ（貴族）であるポストゥミウス氏族の出身。父は紀元前496年の執政官のアウルス・ポストゥミウス・アルブス・レギッレンシス、兄弟に紀元前466年の執政官スプリウス・ポストゥミウス・アルブス・レギッレンシスがいる。プブリウス・ウァレリウス・プブリコラはおそらく母方の祖父である。
息子のマルクス・ポストゥミウス・アルブス・レギッレンシス（en）とプブリウス・ポストゥミウス・アルブス・レギッレンシスは、それぞれ紀元前426年と紀元前414年に執政武官を務めている。

## 経歴

### 執政官（紀元前464年）
紀元前464年に執政官に就任。同僚執政官はスプリウス・フリウス・メドゥッリヌス・フススであった。
この頃のローマではアエクイとの戦いが続いており、この年はウォルスキ族が反乱に加わった。先年ローマはウォルスキが支配していたアンティウム（現在のアンツィオ）を陥落させて植民していたが、ウォルスキ系住民に不穏な動きもあり、フススが対アエクイ担当となった。
ティトゥス・リウィウスによれば、フススはアエクイ軍の全容を掴むまえに不用意に戦端を開いて敗北し、自身の野営地に撤退しそこで包囲されてしまった。この脅威はローマ本土にとっても深刻なものと考えられ、元老院はレギッレンシスに全権を与え、必要なあらゆる手段を講じて状況を回復するよう命じた。レギッレンシスはラティウム同盟、ヘルニキおよび植民市アンティウムから緊急援軍を要請してローマ領土の防衛体制を固め、前年の執政官ティトゥス・クィンクティウス・カピトリヌス・バルバトゥスに戦場における軍の指揮権（インペリウム）が与えられ、フススの救援に向かった。これはプロコンスル（前執政官）の最初の任命例となった。
アエクイとウォルスキは得意のゲリラ戦術に出てローマ各地を荒らしたため、レギッレンシスはそれに対応するため出陣し、ローマにはルキウス・ウァレリウス・ポティトゥスが、プラエフェクトゥス・ウルビ（en、首都長官）として残った。一方、フススは包囲を破らんと出撃したものの、兄弟でレガトゥスを務めていたプブリウス・フリウスが深追いして戦死し、フスス自身も負傷して再度包囲を受けていた。バルバトゥスは同盟国からの支援部隊で強化された軍を率いてアエクイ軍を背後から攻撃し、またフススの軍も最後の力を振り絞って挟撃しこれに勝利した。レギッレンシスもローマ領内に逃げ込み略奪を働いた敵兵を掃討している。リウィウスはその信憑性に疑問を呈しながらも、ウァレリウス・アンティアス（en）の資料を紹介しており、戦死したローマ人は5800人で、レギッレンシスが討ち取った敵兵は2400人、バルバトゥスは4230人の敵兵を戦死させたとしている。

### アエクイへの特使（紀元前458年）
紀元前458年、レギッレンシスは、他の二人の執政官経験者、クィントゥス・ファビウス・ウィブラヌスおよびプブリウス・ウォルムニウス・アミンティヌス・ガッルスと共に、アエクイへ特使として派遣された。アエクイはラティウム領に侵攻しており、これは前年にローマとアエクイが締結した講和条約に違反するものであった。しかし、アエクイの指揮官グラックス・クロエリウスは使節団に向かって、元老院からの伝言は陣営にある樫の木に向かって言えと言い放ち、使節団は神々にアエクイの無法とローマへの支援を訴えた。
使節団が帰還するとローマはアエクイに対する軍事行動を決定し、執政官の一人がアエクイ領に攻め込んだものの包囲された。更にサビニ人が大挙してローマへ侵攻してきたためルキウス・クィンクティウス・キンキナトゥスが独裁官に任命され、アエクイを包囲殲滅して凱旋式を挙行している。